# Kim Massie
Kim Massie (San Luis, Misuri, 1957 – ibidem, 12 de octubre de 2020) fue una cantante estadounidense de soul y blues.

## Biografía
Aunque sus primeras experiencias musicales estuvieron ligadas al góspel en East St. Louis, Massie nunca recibió una formación como vocalista. Pasó sus años escolares en el área de Cleveland, Ohio, regresando a San Luis en 1999 para iniciar su carrera de manera profesional. Inicialmente cantó en la banda del saxofonista Oliver Sain (1932–2003) y más adelante formó su priopia agrupación, The Solid Senders.
Hizo frecuentes apariciones en eventos y festivales de blues de costa a costa, incluyendo Blues Rising (San Francisco, 2007) y el Emerald City Blues Festival (Seattle, 2009 y 2010). Ganó dos premios a la mejor vocalista femenina del año del semanario Riverfront Times y protagonizó la producción de 2003 de It Ain't Nothin' But the Blues del St. Louis Black Repertory Theatre. En 2005 ganó el premio Grand Center Visionary.
Massie falleció el 12 de octubre de 2020 a los sesenta y tres años.